# Реутинка
Реутинка — река в России, протекает по Свердловской области. Устье реки находится в 385 км по правому берегу реки Пышма, у Реутинского села. Длина реки составляет 28 км. Правый приток — Падеринский Лог.

## Данные водного реестра
По данным государственного водного реестра России относится к Иртышскому бассейновому округу, водохозяйственный участок реки — Пышма от Белоярского гидроузла и до устья, без реки Рефт от истока до Рефтинского гидроузла, речной подбассейн реки — Тобол. Речной бассейн реки — Иртыш.
Код объекта в государственном водном реестре — 14010502212111200007808.

## Населённые пункты
- Куваева
- Котюрова
- Захаровское
- Козонкова
- Фадюшина
- Реутинское